# Amblyomma australiense
Amblyomma australiense är en fästingart som beskrevs av Neumann 1905. Amblyomma australiense ingår i släktet Amblyomma och familjen hårda fästingar. Inga underarter finns listade i Catalogue of Life.